# Peclaviopsis
Peclaviopsis är ett släkte av skalbaggar. Peclaviopsis ingår i familjen vivlar.
Kladogram enligt Catalogue of Life:
| Peclaviopsis | \| \| Peclaviopsis planipectus \| \| \| \| |
|              | \| \| Peclaviopsis planipectus \| \| \| \| |
|              | Peclaviopsis planipectus                   |
|              |                                            |